# 이화여자대학교 목동병원 신생아 집단 사망 사건
이화여자대학교 목동병원 신생아 집단 사망 사건(梨花女子大學校木洞病院 新生兒集團死亡事件)은 2017년 12월 16일 오후 9시 32분부터 오후 11시 53분까지 이화여자대학교 목동병원 신생아 중환자실 인큐베이터에서 미숙아 신생아 4명이 집단으로 사망한 사건을 말한다.

## 배경

### 사건 개요
2017년 12월 16일 오후 9시 32분, 신생아(남아) 1명이 처음으로 갑자기 사망을 하기 시작하면서 처음으로 보고가 된다, 그리고 38분뒤인 오후 10시 10분, 두번째 신생아(여아)가 사망을 하였고, 이어 21분 뒤인 오후 10시 31분 세번째 신생아(여아)가 사망을 하게 되고, 그리고 22분뒤인 오후 10시 53분에 마지막으로 신생아(남아)가 사망을 하게 되면서 결국 사건이 수면위로 드러나고 일이 점점 커지게 되었다.
사건 당시 신생아 4명 모두 인큐베이터에 있었으며, 의료진이 이번 사건을 알고 심폐소생술을 시행했으나, 경찰이 도착했을때는 이미 사망을 하고 말았으며, 이번 사건으로 하루사이에 한꺼번에 신생아 4명이 사망한 보기 드문일이 일어났다.
또한 이번 사건으로 같은 병원에 있는 신생아 12명은 모두 다른 병원으로 옮겨지게 되었다.

### 경과
사건이 일어난 직후, 이대목동병원은 국민여러분들과 유가족들에게 죄송하다며 사과문을 발표했다. 일부 유가족은 항의를 하기도 했으며, 병원 과실이라고 주장하고 있다. 한편 사망한 원인가운데 사인이 불명확하다는 의견도 있다.

### 수사 진행
사건이 알려지자 국립과학수사연구원이 부검을 결정했는데, 부검결과, 신생아 3명에게 "시트로박터 프룬디균"이라는 세균에 감염된것으로 보고 되었다. 직접 사인 판단은 이르지만, 그람 음성균에 속한 세균에 감염되었다는것을 확인하였다.

### 수사 결과
2018년 4월 6일 경찰에서 최종 수사 결과를 발표했다. 경찰은 이대목동병원 신생아 사망 사건은 관행적으로 이뤄져 온 '분주'행위에서 비롯된 것으로 결론내렸다.
하지만 법원의 최종판결에서 국과수가 검체를 수거하는과정에서 쓰레기통에 들어가 있는 검체를 수거하고 여기서 균이 배양되었기 때문에 분주가 원인이다 라는 의학적 상식이 전혀 없이 무리한 기소를 한 것으로 간주하여 무죄가 선고되었다.